# 清源县 (隋朝)
清源县，中国旧县名。
隋文帝开皇十六年（596年）置清源县，属并州。治所即今山西省清徐县。隋炀帝大业二年（606年）合并入晋阳县。唐高祖武德元年（618年）复置清源县，属并州，唐玄宗后，并州改为太原府。历经后唐、后晋、后汉、北汉、北宋、金朝、元朝、明朝、清朝。清朝乾隆二十八年（1763年）废。
1912年，复置清源县，属山西省冀宁道。1930年，直属山西省。1952年，清源县与徐沟县合并，改设清徐县。